# Tirukkural
Der Tirukkural (Tamil திருக்குறள் Tirukkuṟaḷ [ˈt̪iɾɯkːurəɭ]), kurz Kural (குறள் Kuṟaḷ [ˈkurəɭ]), ist ein klassisches Werk der tamilischen Literatur. Er wird dem Autor Tiruvalluvar zugeschrieben und stammt wahrscheinlich aus dem 5. oder 6. Jahrhundert n. Chr., auch wenn die Datierung unsicher ist. Der Tirukkural ist ein Lehrgedicht über die richtige Lebensführung. Es umfasst 1330 aphorismenhafte Doppelverse, die sich auf drei Bücher aufteilen, die jeweils eines der drei Lebensziele des Menschen (Tugend, Wohlstand und Liebe) als Thema haben. Der Tirukkural gilt als wichtigstes Werk der tamilischen Literatur und hat sich zu allen Zeiten großer Popularität unter den Tamilen erfreut. Heute ist der Tirukkural die wohl wichtigste Ikone der tamilischen Kultur.

### Tirukkural und Religion

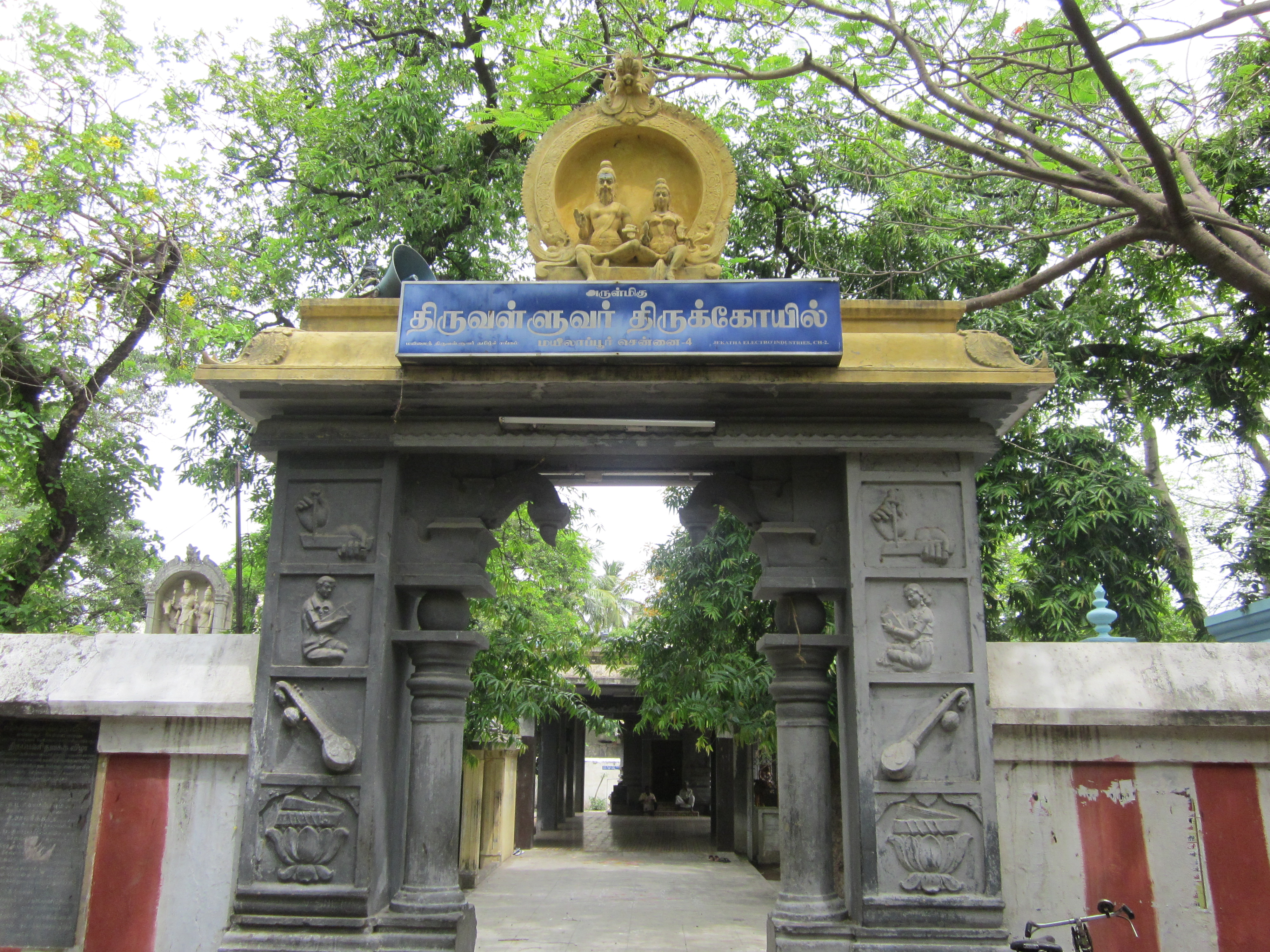
Der Tiruvalluvar-Tempel in Mylapore

## Autorschaft und Datierung

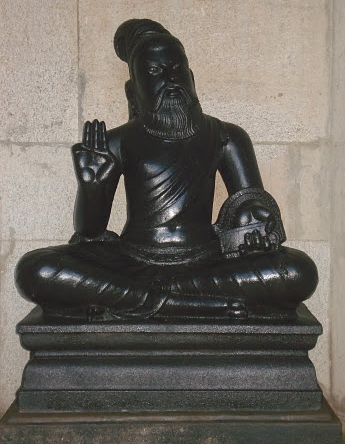
Moderne Darstellung Tiruvalluvars

Der Tirukkural wird einem Autor namens Tiruvalluvar oder kurz Valluvar zugeschrieben (Tiru- ist eine ehrerbietende Vorsilbe). Es existieren zahlreiche Legenden über Tiruvalluvar, doch sind keinerlei historische Fakten über ihn bekannt. Nicht einmal sein richtiger Name ist bekannt: Valluvar ist der Titel von Ritualspezialisten in der Kaste der Paraiyar, einer Gruppe von tamilischen Dalits („Unberührbaren“). Der Legende nach soll Tiruvalluvar als Sohn eines Brahmanen und einer Unberührbaren geboren worden sein und als Weber in Mylapore (heute ein Stadtteil von Chennai) gelebt haben. Nachdem er den Tirukkural vollendet hatte, soll er sein Werk vor der Dichterakademie in Madurai (vgl. Sangam-Legende) vorgetragen haben. Wegen Tiruvalluvars niedriger Kaste sollen sich die Dichter zunächst geweigert haben, sein Werk anzunehmen, woraufhin die Bank, auf der sie saßen, auf wundersame Weise zusammengeschrumpft sei. Daraufhin hätten die Dichter ihre Niederlage eingestehen müssen und Tiruvalluvar in ihre Reihen aufgenommen.
Die Datierung des Tirukkural ist, wie bei vielen Werken der altindischen Literatur, unsicher. Sicher ist, dass der Tirukkural jünger ist als die Werke der Sangam-Literatur, der ältesten Schicht der tamilischen Literatur. Dies zeigen diverse sprachliche Neuerungen sowie der stärkere Einfluss des Sanskrit. Gleichwohl ist der Tirukkural älter als das Epos Manimegalai, in dem er an einer Stelle wörtlich zitiert wird. Im Allgemeinen wird für den Tirukkural ein Entstehungszeitraum im 5. oder 6. Jahrhundert n. Chr. vorgeschlagen. Dagegen setzen tamilisch-nationalistische Kreise das Datum des Tirukkural deutlich früher an. So hat die Regierung des Bundesstaats Tamil Nadu das Geburtsjahr Tiruvalluvars offiziell auf 31 v. Chr. festgesetzt (vgl. Tiruvalluvar-Ära).

## Der Text

### Form
Der Tirukkural besteht aus 1330 aphorismenhaften Zweizeilern. Das Versmaß ist eine Sonderform des Venba-Metrums, das Kural- („Zwergen-“) Venba, das sich durch seine Länge von nur zwei Zeilen auszeichnet. Der Name des Versmaßes wurde (mit der ehrerbietenden Vorsilbe Tiru-) als Werkstitel übernommen. Gleichzeitig werden auch die einzelnen (Doppel)verse als Kural bezeichnet, d. h. Kural kann entweder für das Werk als Gesamtheit oder für seine konstituierenden Elemente stehen.
Die erste Zeile eines Kurals besteht aus vier Versfüßen (sir), die jeweils aus zwei oder drei metrischen Einheiten (asai) bestehen. Eine metrische Einheit ist entweder eine lange Silbe (ner) oder eine kurze Silbe gefolgt von einer weiteren Silbe (nirai). Die zweite Zeile hat im Gegensatz zur ersten nur drei Versfüße, von denen der letzte aus nur einer metrischen Einheit, gegebenenfalls noch gefolgt von einem kurzen u, besteht. Die Abfolge der metrischen Einheiten zwischen den Versfüßen folgt bestimmten Regeln. Zudem besteht eine besondere Form des Anfangsreims (edugai), bei sich der in der Regel die beiden Zeilenanfänge reimen.
Als Beispiel ist der erste Vers des Tirukkural in Original, Umschrift und metrischer Analyse wiedergegeben. Die Versfüße sind der üblichen Konvention entsprechend durch Getrenntschreibung gekennzeichnet. In der metrischen Analyse steht – für ner (lange Silbe), = für nirai (kurze Silbe gefolgt von einer weiteren Silbe) und ˘ für ein kurzes u am Ende des Verses. Der Anfangsreim ist durch Unterstreichung kenntlich gemacht.
அகர முதல எழுத்தெல்லாம் ஆதி
பகவன் முதற்றே உலகு.
Akara mutala eḻuttellām āti
pakavaṉ mutaṟṟē ulaku.
= – / = – / = – – / – –
 = – / = – / =˘
Übersetzung:
„A ist aller Buchstaben Anfang
 Gott ist der Anfang der Welt.“

### Inhalt
Der Tirukkural umfasst 133 Kapitel zu jeweils zehn Doppelversen, die sich auf drei Bücher verteilen. Jedes Buch behandelt eines der drei Lebensziele (Purusharthas), die in der indischen Tradition allgemein anerkannt sind. Dies sind
1. Aram (அறம் aṟam): Dharma, Tugend
2. Porul (பொருள் poruḷ): Artha, Wohlstand
3. Kamam (காமம் kāmam) oder Inbam (இன்பம் iṉpam): Kama, Liebe.

Das vierte Lebensziel, Moksha oder Erlösung, kommt im Tirukkural nicht vor.
Die ersten beiden Bücher enthalten aphoristische Aussagen zur richtigen Lebensführung. Das erste Buch, das „Buch von der Tugend“, handelt von Fragen der Ethik und Moral. Nach einer Einleitung, in der Gott, der Regen, die Askese und die Tugend als solche gepriesen werden, behandelt der Text die Lebensführung im häuslichen Bereich (die Pflichten des Hausherrn, die Tugenden der Ehefrau, die Freuden des Elternseins usw.) und die Grundlagen des Umgangs mit Anderen (Gastfreundschaft, Dankbarkeit, Anstand usw.). Danach wendet sich der Text den Tugenden des Asketen zu, der danach trachtet, durch Nächstenliebe und Verzicht eine höhere Daseinsform zu erreichen. Das zweite Buch, das „Buch vom Wohlstand“, handelt von gesellschaftlichen Fragen. Es beschäftigt sich zu großen Teilen mit dem Handeln des Königs und seiner Minister, hat also streckenweise den Charakter eines Lehrbuchs der Staatskunst. Es enthält aber auch Handlungsanweisungen für den einfachen Mann, der nach dem Erwerb von Reichtum trachtet. Ein Beispiel für die Aphorismen der ersten beiden Bücher ist Tirukkural 66, das vom Elternsein handelt:

„குழல் இனிது யாழ்இனிது என்பதம் மக்கள்

மழலைச்சொல் கேளா தவர்.“

„Kuḻal iṉitu yāḻ iṉitu eṉpa tam makkaḷ

maḻalaiccol kēḷātavar.“

„Schön ist die Flöte, schön ist die Laute, sagt, wer des eigenen Kindes

Geplapper nicht kennt.“

Das dritte Buch, das „Buch von der Liebe“, unterscheidet sich deutlich von den ersten beiden Büchern. Es folgt den Konventionen der klassischen tamilischen Liebesdichtung und steht damit in der Tradition der älteren Sangam-Literatur. Das „Buch von der Liebe“ beschreibt in chronologischer Folge die Liebesbeziehung zwischen einem idealisierten Liebespaar. Die Verse haben die Form eines dramatischen Monologs einer der an der Handlung beteiligten Personen. Ein Beispiel ist der erste Vers des dritten Buches (Tirukkural 1081), in dem der Mann die Frau zum ersten Mal erblickt und ob ihrer Schönheit daran zweifelt, ob sie ein Mensch sein kann:

„அணங்குகொல் ஆய்மயில் கொல்லோ கனங்குழை

மாதர்கொல் மாலும் என் நெஞ்சு.“

„Aṇaṅkukol āymayil kollō kaṉaṅkuḻai

mātarkol mālum eṉ neñcu.“

„Eine Göttin? Ein schöner Pfau? Oder ist sie mit den schweren Ohrringen

eine Frau? Mein Herz ist verwirrt.“

### Gliederung
Im Folgenden eine Übersicht der 133 Kapitel des Tirukkural:
1. Buch von der Tugend (அறத்துப்பால் Aṟattuppāl): 38 Kapitel
  1. Lobpreis Gottes (கடவுள் வாழ்த்து kaṭavuḷ vāḻttu): 1–10
  2. Die Vorzüglichkeit des Regens (வான் சிறப்பு vāṉ ciṟappu): 11–20
  3. Die Größe der Asketen (நீத்தார் பெருமை  nīttār perumai): 21–30
  4. Bekenntnis zur Tugend (அறன் வலியுறுத்தல் aṟaṉ valiyuṟuttal): 31–40
  5. Häusliches Leben (இல்வாழ்க்கை ilvāḻkkai): 41–50
  6. Die Güte der Ehefrau (வாழ்க்கைத்துணை நலம்  vāḻkkaittuṇai nalam): 51–60
  7. Die Geburt eines Sohnes (புதல்வரைப் பெறுதல் putalvaraip peṟutal): 61–70
  8. Der Besitz von Liebe (அன்புடைமை aṉpuṭaimai): 71–80
  9. Gastfreundschaft (விருந்தோம்பல் viruntōmpal): 81–90
  10. Angenehme Worte (இனியவை கூறல் iṉiyavai kūṟal): 91–100
  11. Dankbarkeit (செய்ந்நன்றி அறிதல் ceynnaṉṟi aṟital): 101–110
  12. Unparteilichkeit (நடுவு நிலைமை naṭuvu nilaimai): 111–120
  13. Selbstbeherrschung (அடக்கமுடைமை aṭakkamuṭaimai): 121–130
  14. Anstand (ஒழுக்கமுடைமை oḻukkamuṭaimai): 131–140
  15. Die Frau eines Anderen nicht zu begehren (பிறனில் விழையாமை piṟaṉil viḻaiyāmai): 141–150
  16. Geduld (பொறையுடைமை  poṟaiyuṭaimai): 151–160
  17. Nicht neidisch zu sein (அழுக்காறாமை  aḻukkāṟāmai): 161–170
  18. Nicht begierlich zu sein (வெஃகாமை veḵkāmai): 171–180
  19. Nicht hinter jemandes Rücken zu reden (புறங்கூறாமை puṟaṅkūṟāmai): 181–190
  20. Keine nutzlosen Worte zu reden (பயனில சொல்லாமை payaṉila collāmai): 191–200
  21. Der Schrecken böser Taten (தீவினையச்சம் tīviṉaiyaccam): 201–210
  22. Das rechte Maß zu kennen (ஒப்புரவறிதல் oppuravaṟital): 211–220
  23. Geben (ஈகை īkai): 221–230
  24. Ruhm (புகழ் pukaḻ): 231–240
  25. Güte (அருளுடைமை aruḷuṭaimai): 241–250
  26. Der Verzicht auf Fleisch (புலான்மறுத்தல் pulāṉmaṟuttal): 251–260
  27. Askese (தவம் tavam): 261–270
  28. Ungebührliches Verhalten (கூடாவொழுக்கம் kūṭāvoḻukkam): 271–280
  29. Nicht zu stehlen (கள்ளாமை kaḷḷāmai): 281–290
  30. Wahrhaftigkeit (வாய்மை vāymai): 291–300
  31. Nicht zu zürnen (வெகுளாமை vekuḷāmai): 301–310
  32. Nichts Böses zu tun (இன்னாசெய்யாமை iṉṉāceyyāmai): 311–320
  33. Nicht zu töten (கொல்லாமை kollāmai): 321–330
  34. Vergänglichkeit (நிலையாமை nilaiyāmai): 331–340
  35. Entsagung (துறவு tuṟavu): 341–350
  36. Die Kenntnis der Wahrheit (மெய்யுணர்தல் meyyuṇartal): 351–360
  37. Die Auslöschung der Begierde (அவாவறுத்தல் avāvaṟuttal): 361–370
  38. Schicksal (ஊழ் ūḻ): 371–380
2. Buch vom Wohlstand (பொருளியல் Poruṭpāl): 70 Kapitel
  1. Die Größe des Königs (இறைமாட்சி iṟaimāṭci): 381–390
  2. Bildung (கல்வி kalvi): 391–400
  3. Unbildung (கல்லாமை kallāmai): 401–410
  4. Hören (கேள்வி kēḷvi): 411–420
  5. Der Besitz von Wissen (அறிவுடைமை aṟivuṭaimai): 421–430
  6. Die Beseitigung von Fehlern (குற்றங்கடிதல் kuṟṟaṅkaṭital): 431–440
  7. Große Männer zu Hilfe nehmen (பெரியாரைத் துணைக்கோடல் periyārait tuṇaikkōṭal): 441–450
  8. Gemeine Leute zu vermeiden (சிற்றினஞ்சேராமை ciṟṟiṉañcērāmai): 451–460
  9. Mit Bedacht zu handeln (தெரிந்துசெயல்வகை terintuceyalvakai): 461–470
  10. Seine Stärke zu kennen (வலியறிதல்  valiyaṟital): 471–480
  11. Die rechte Zeit zu kennen (காலமறிதல்  kālamaṟital): 481–490
  12. Den rechten Ort zu kennen (இடனறிதல்  iṭaṉaṟital): 491–500
  13. Prüfung und Auswahl (தெரிந்துதெளிதல் terintuteḷital): 501–510
  14. Prüfung und Anstellung (தெரிந்துவினையாடல் terintuviṉaiyāṭal): 511–520
  15. Seine Verwandtschaft zu schätzen (சுற்றந்தளால் cuṟṟantaḻāl): 521–530
  16. Nicht vergesslich zu sein (பொச்சாவாமை poccāvāmai): 531–540
  17. Gerechte Herrschaft (செங்கோன்மை ceṅkōṉmai): 541–550
  18. Ungerechte Herrschaft (கொடுங்கோன்மை koṭuṅkōṉmai): 551–560
  19. Keine Schreckensherrschaft auszuüben (வெருவந்தசெய்யாமை veruvantaceyyāmai): 561–570
  20. Wohlwollen (கண்ணோட்டம் kaṇṇōṭṭam): 571–580
  21. Spionage (ஒற்றாடல் oṟṟāṭal): 581–590
  22. Eifrig zu sein (ஊக்கமுடைமை ūkkamuṭaimai): 591–600
  23. Nicht träge zu sein (மடியின்மை maṭiyiṉmai): 601–610
  24. Mannhafter Einsatz (ஆள்வினையுடைமை āḷviṉaiyuṭaimai): 611–620
  25. Bei Schwierigkeiten nicht zu verzagen (இடுக்கண் அழியாமை iṭukkaṇ aḻiyāmai): 621–630
  26. Das Ministeramt (அமைச்சு amaiccu): 631–640
  27. Die Kraft der Rede (சொல்வன்மை colvaṉmai): 641–650
  28. Unverdorbenes Handeln (வினைத்தூய்மை  viṉaittūymai): 651–660
  29. Starkes Handeln (வினைத்திட்பம்  viṉaittiṭpam): 661–670
  30. Arten des Handelns (வினைசெயல்வகை  viṉaiceyalvakai): 671–680
  31. Botschafter (தூது  tūtu): 681–690
  32. Verhalten gegenüber dem König (மன்னரைச் சேர்ந்தொழுதல் maṉṉaraic cērntoḻutal): 691–700
  33. Kenntnis der Zeichen (குறிப்பறிதல் kuṟippaṟital): 701–710
  34. Kenntnis der Ratsversammlung (அவையறிதல் avaiyaṟital): 711–720
  35. Die Ratsversammlung nicht zu fürchten (அவையஞ்சாமை avaiyañcāmai): 721–730
  36. Das Land (நாடு nāṭu): 731–740
  37. Festungen (அரண் araṇ): 741–750
  38. Arten, Reichtum zu erwerben (பொருள்செயல்வகை poruḷceyalvakai): 751–760
  39. Die Größe eines Heeres (படைமாட்சி paṭaimāṭci): 761–770
  40. Der Eifer des Heeres (படைச்செருக்கு paṭaiccerukku): 771–780
  41. Freundschaft (நட்பு naṭpu): 781–790
  42. Prüfung der Freundschaft (நட்பாராய்தல் naṭpārāytal): 791–800
  43. Vertrautheit (பழைமை paḻaimai): 801–810
  44. Schlechte Freundschaft (தீ நட்பு tī naṭpu): 811–820
  45. Unaufrichtige Freundschaft (கூடாநட்பு kūṭānaṭpu): 821–830
  46. Torheit (பேதைமை pētaimai): 831–840
  47. Unwissenheit (புல்லறிவாண்மை pullaṟivāṇmai): 841–850
  48. Hass (இகல் ikal): 851–860
  49. Die Größe der Feindseligkeit (பகைமாட்சி pakaimāṭci): 861–870
  50. Das Wesen der Feindseligkeit zu kennen (பகைத்திறந்தெரிதல் pakaittiṟanterital): 871–880
  51. Innere Feindseligkeit (உட்பகை uṭpakai): 881–890
  52. Großen Männern kein Unrecht zu tun (பெரியாரைப் பிழையாமை periyāraip piḻaiyāmai): 891–900
  53. Sich von Frauen führen zu lassen (பெண்வழிச்சேறல் peṇvaḻiccēṟal): 901–910
  54. Prostituierte (வரைவின்மகளிர் varaiviṉmakaḷir): 911–920
  55. Keinen Alkohol zu konsumieren (கள்ளுண்ணாமை kaḷḷuṇṇāmai): 921–930
  56. Glücksspiel (சூது cūtu): 931–940
  57. Medizin (மருந்து maruntu): 941–950
  58. Adel (குடிமை kuṭimai): 951–960
  59. Ehre (மானம் māṉam): 961–970
  60. Größe (பெருமை perumai): 971–980
  61. Vornehmheit (சான்றாண்மை cāṉṟāṇmai): 981–990
  62. Freundlichkeit (பண்புடைமை paṇpuṭaimai): 991–1000
  63. Nutzloser Reichtum (நன்றியில்செல்வம்  naṉṟiyilcelvam): 1001–1010
  64. Anstand (நாணுடைமை nāṇuṭaimai): 1011–1020
  65. Arten, eine Familie zu unterhalten (குடிசெயல்வகை kuṭiceyalvakai): 1021–1030
  66. Ackerbau (உழவு uḻavu): 1031–1040
  67. Armut (நல்குரவு nalkuravu): 1041–1050
  68. Betteln (இரவு iravu): 1051–1060
  69. Der Schrecken des Bettelns (இரவச்சம் iravaccam): 1061–1070
  70. Gemeinheit (கயமை kayamai): 1071–1080
3. Buch von der Liebe (காமத்துப்பால் kāmattuppāl oder இன்பத்துப்பால் iṉpattuppāl): 25 Kapitel
  1. Von ihrer Schönheit überwältigt zu sein (தகையணங்குறுத்தல் takaiyaṇaṅkuṟuttal): 1081–1090
  2. Die Zeichen zu erkennen (குறிப்பறிதல் kuṟippaṟital): 1091–1100
  3. Die Vereinigung zu genießen (புணர்ச்சிமகிழ்தல் puṇarccimakiḻtal): 1101–1110
  4. Ihre Schönheit zu preisen (நலம்புனைந்துரைத்தல் nalampuṉainturaittal): 1111–1120
  5. Die Vortrefflichkeit der Liebe zu verkünden (காதற்சிறப்புரைத்தல் kātaṟciṟappuraittal): 1121–1130
  6. Die Scham abzulegen (நாணுத்துறவுரைத்தல் nāṇuttuṟavuraittal): 1131–1140
  7. Über das Gerede zu berichten (அலரறிவுறுத்தல் alaraṟivuṟuttal): 1141–1150
  8. Die Trennung nicht ertragen zu können (பிரிவாற்றாமை pirivāṟṟāmai): 1151–1160
  9. Den Kummer zu beklagen (படர்மெலிந்திரங்கல் paṭarmelintiraṅkal): 1161–1170
  10. Trübe Augen zu bekommen (கண்விதுப்பழிதல் kaṇvituppaḻital): 1171–1180
  11. Blass zu werden (பசப்பறுபருவரல் pacappaṟuparuvaral): 1181–1190
  12. Einsames Leiden (தனிப்படர்மிகுதி taṉippaṭarmikuti): 1191–1200
  13. Traurige Erinnerungen (நினைந்தவர்புலம்பல்  niṉaintavarpulampal): 1201–1210
  14. Nächtliche Träume (கனவுநிலையுரைத்தல்  kaṉavunilaiyuraittal): 1211–1220
  15. Abendliche Klagen (பொழுதுகண்டிரங்கல் poḻutukaṇṭiraṅkal): 1221–1230
  16. Körperliches Verkümmern (உறுப்புநலனழிதல் uṟuppunalaṉaḻital): 1231–1240
  17. Selbstgespräche (நெஞ்சொடுகிளத்தல் neñcoṭukiḷattal): 1241–1250
  18. Die Zurückhaltung abzulegen (நிறையழிதல் niṟaiyaḻital): 1251–1260
  19. Ihn zu vermissen (அவர்வயின்விதும்பல் avarvayiṉvitumpal): 1261–1270
  20. Kenntnis der Zeichen zu erlangen (குறிப்பறிவுறுத்தல் kuṟippaṟivuṟuttal): 1271–1280
  21. Die Vereinigung zu vermissen (புணர்ச்சிவிதும்பல் puṇarccivitumpal): 1281–1290
  22. Mit sich selbst zu streiten (நெஞ்சொடுபுலத்தல் neñcoṭupulattal): 1291–1300
  23. Streit (புலவி pulavi): 1301–1310
  24. Streit aus fadenscheinigen Gründen (புலவி நுணுக்கம் pulavi nuṇukkam): 1311–1320
  25. Die Freuden des Schmollens (ஊடலுவகை ūṭaluvakai): 1321–1330

## Kommentare

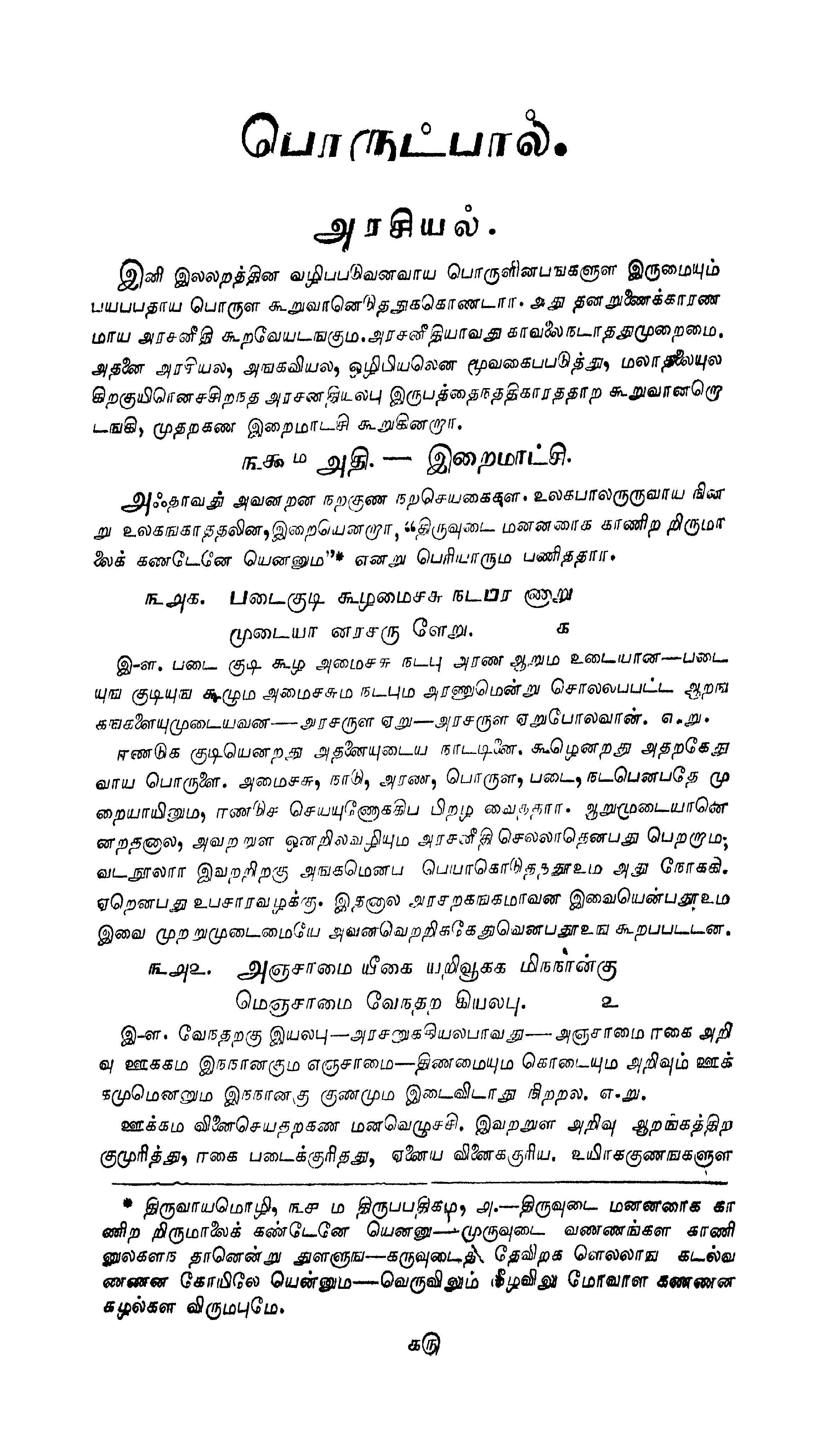
Seite aus einer Ausgabe des Tirukkural samt Parimelalagars Kommentar

Zum Tirukkural existieren zahlreiche Kommentare, sowohl aus vormoderner als auch aus moderner Zeit. Aufgabe eines Kommentars ist es zum einen, die altertümliche Sprache des Tirukkural durch eine Paraphrase des Wortlauts verständlich zu machen. Zum anderen stattet er die durch ihre Kürze oft erklärungsbedürftigen Aphorismen mit einem Kontext aus. Der Überlieferung nach soll es zehn alte Kommentare zum Tirukkural gegeben haben. Von diesen sind aber nur fünf erhalten. Die Kommentare unterscheiden sich teils erheblich hinsichtlich der Reihenfolge der Verse. Für die heutige Textgestalt und Interpretation des Tirukkural maßgeblich ist der Kommentar des Parimelalagar (13. Jahrhundert), mit Abstand der einflussreichste der alten Kommentare. Die Anzahl der modernen Kommentare zum Tirukkural ist wegen der Vielzahl an Textausgaben schier unüberschaubar; sie dürfte in die Hunderte gehen.

### Überlieferungsgeschichte

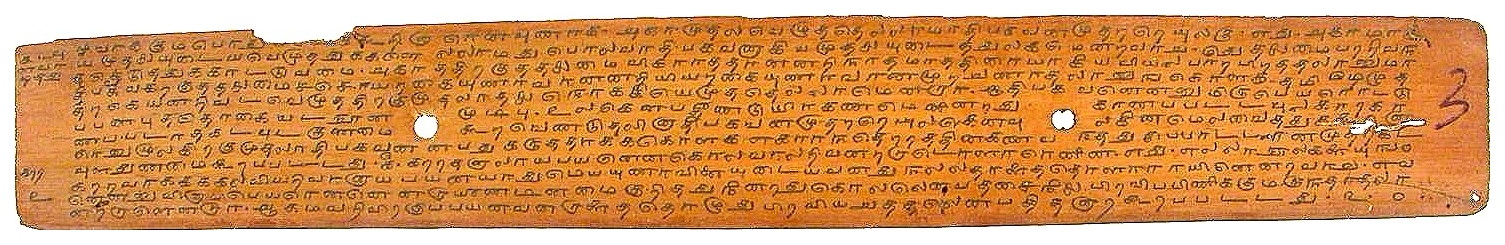
Seite aus einem Palmblattmanuskript des Tirukkural

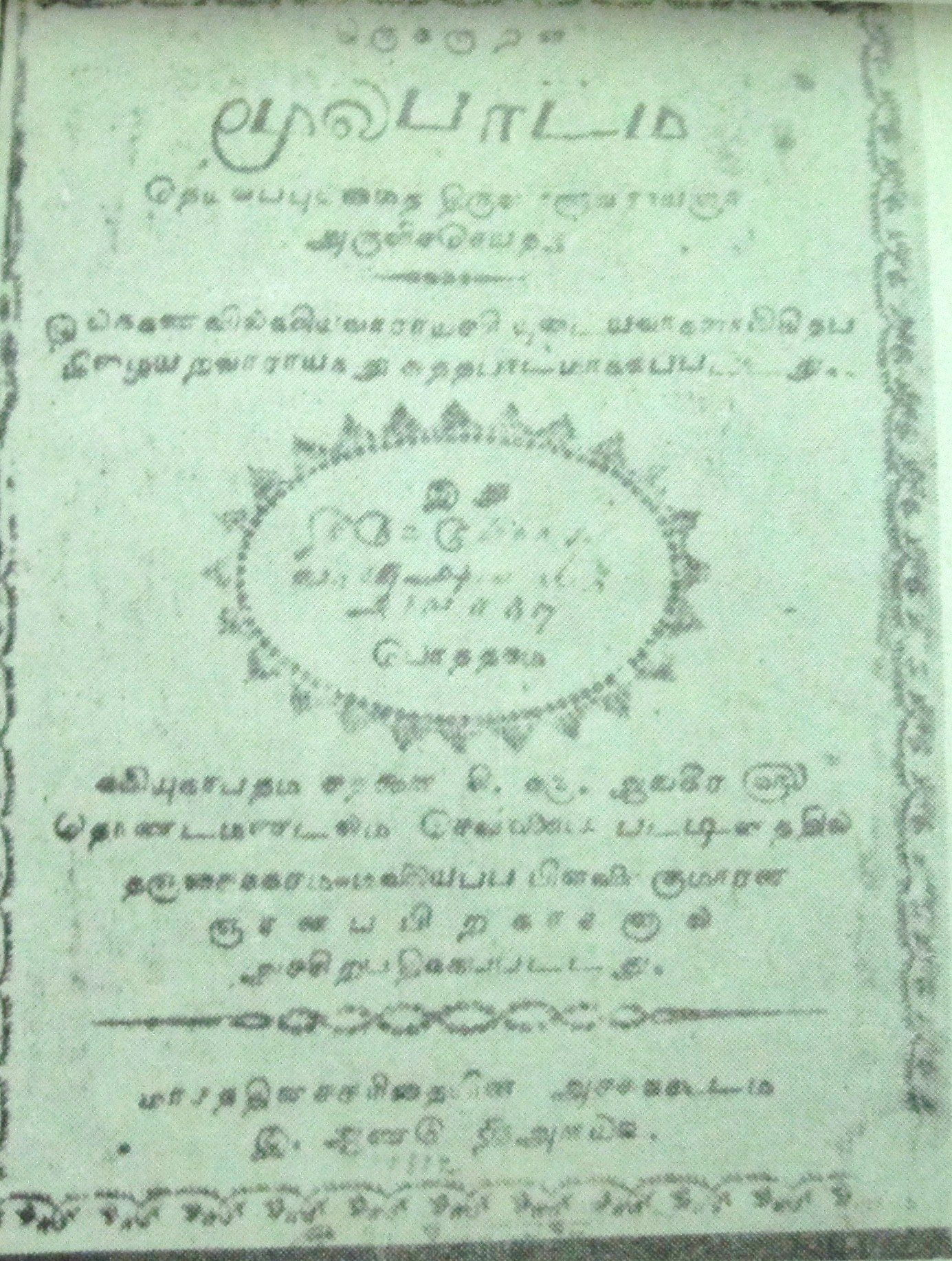
Titelblatt der Tirukkural-Erstausgabe von 1812

### Moderne Rezeption

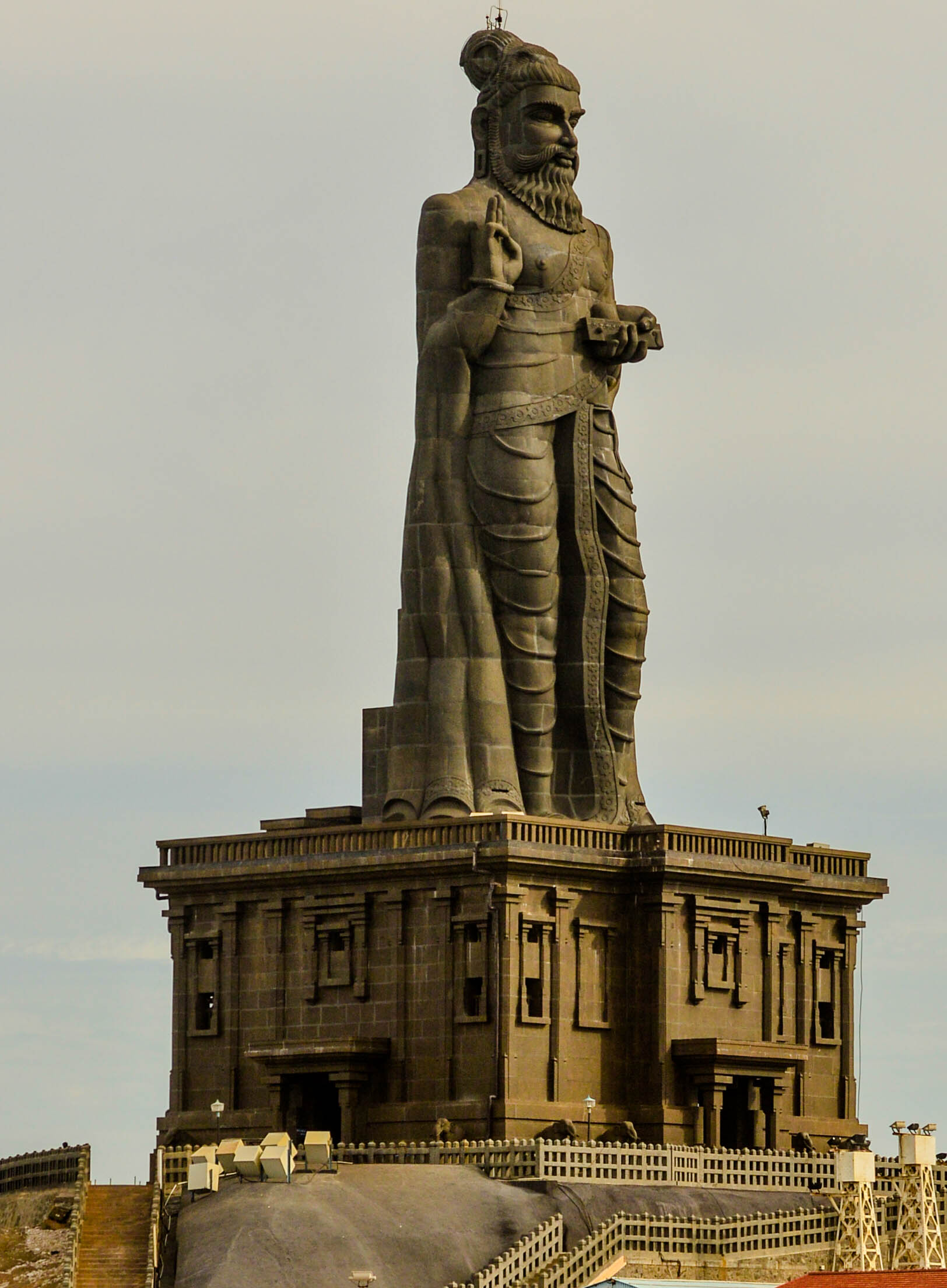
Die Tiruvalluvar-Statue in Kanyakumari